# Dawid Karako
Dawid Karako (hebr. דוד קרקו, ur. 11 lutego 1945 w Jafie, zm. 4 maja 2025) – izraelski piłkarz grający na pozycji obrońcy. Rozegrał 13 meczów w reprezentacji Izraela.

## Kariera klubowa
Karierę piłkarską rozpoczął w klubie Maccabi Tel Awiw. W 1963 roku awansował do kadry pierwszej drużyny i w sezonie 1963/1964 zadebiutował w pierwszej lidze izraelskiej. W debiutanckim sezonie osiągnął pierwszy sukces w karierze, zdobywając z Maccabi Puchar Izraela. Wraz z Maccabi zdobył go jeszcze trzykrotnie (1965, 1967 i 1970). Trzykrotnie wywalczył mistrzostwo Izraela w latach 1968, 1970 i 1972. W latach 1969 i 1971 sięgnął z Maccabi po Azjatycki Puchar Mistrzów.
W sezonie 1975/1976 występował w Beitarze Jerozolima. W 1976 roku odszedł do Hapoelu Jehud. Grał w nim do końca kariery, czyli do 1982 roku.

## Kariera reprezentacyjna
W reprezentacji Izraela Karako zadebiutował 10 stycznia 1968 roku w przegranym 0:2 towarzyskim meczu z Belgią, rozegranym w Tel Awiwie. W tym samym roku zagrał w jednym meczu Pucharu Azji 1968, z Hongkongiem (6:1). Na tym turnieju Izrael zajął 3. miejsce. W 1968 roku Karako reprezentował Izrael na igrzyskach olimpijskich w Meksyku.
W 1970 roku Karako był w kadrze Izraela na mistrzostwa świata w Meksyku, jednak nie zagrał na nich w żadnym meczu. Od 1968 do 1972 roku rozegrał w kadrze narodowej 13 meczów.